# Operador genético
Para referirse a la región reguladora de un gen véase: Gen & Regulación de la Expresión Génica
Un operador genético es una función empleada en los algoritmos genéticos para mantener la diversidad genética de una población.
La variación genética es necesaria para el proceso de evolución. Los operadores genéticos utilizados en los algoritmos genéticos son análogos a aquellos que ocurren en el mundo natural: la selección equivalente a la supervivencia del más apto en el mundo natural; el sobrecruzamiento, también denominado «recombinación», equivale a la reproducción sexual y la mutación equivale a la mutación biológica.